# ZAPPING (FTIsland迷你專輯)
「ZAPPING」是韓國的男子樂隊FTIsland的第七張迷你專輯。於2019 年 9 月 9 日發行。唱片公司為FNC Entertainment。
隊長崔鍾訓退團後、吉他手宋承炫退團和主唱李洪基入伍前的作品。

ZAPPING

| 1 | (放棄)Quit           | 03:53 |
| 2 | (再次奢望)Hope Again | 03:53 |
| 3 | (日復一日)Day By Day | 03:33 |
| 4 | (海市蜃樓)No Regret  | 03:03 |
| 5 | Don't Lose Yourself  | 03:33 |